# Ferdinand Wolff (Journalist)
Ferdinand Wolff (* 7. November 1812 in Köln; † 8. März 1905 in London) war ein deutscher Journalist und Mitglied des Bundes der Kommunisten und Redakteur der Neuen Rheinischen Zeitung.

## Leben
Ferdinand Wolff war der Sohn des jüdischen Kaufmanns Philipp Wolff und seiner Frau Helena Feist. Von Herbst 1822 bis Ostern 1831 besuchte er das Friedrich-Wilhelm-Gymnasium zu Köln. Nach dem Abitur begann er, im Sommersemester 1831 Philosophie in Bonn zu studieren, ließ sich aber im Herbst 1832 als Student der Medizin exmatrikulieren. Im Wintersemester 1833/34 studierte er Medizin in München. Im Mai 1834 kehrte er nach Bonn zurück und verließ die Bonner Universität 1834 oder 1835 ohne offizielle Abmeldung und studierte 1835 an der Université Libre in Brüssel. Nach eigenen Angaben beendete er sein Studium ohne Promotion. Nach einer anderen Quelle war er promoviert. In Paris, wo Wolff zehn Jahre lebte, hatte er Kontakt zu Louis-Auguste Blanqui. Er unterrichtete Mathilde Heine und korrigierte für Heinrich Heine „Die Nordsee“ für die französische Übersetzung.
Im Winter 1846/47 lernte er Marx in Brüssel kennen und half ihm bei der Publikation der „Misère de la philosophie. Réponse a la philosophie de la misère de M. Proudhon“, weil er bessere Französischkenntnisse hatte als Marx. Er selbst rezensierte das Buch im Westfälischen Dampfboot. In Brüssel war Wolff Mitglied des „Deutschen Arbeiter-Vereins“ und veröffentlichte auch Beiträge in der Deutschen Brüsseler Zeitung. Da in Brüssel Wilhelm Wolff und Ferdinand Wolff gemeinsam tätig waren, nannten sie ihre Freunde zur Unterscheidung „Lupus“ bzw. den „roten Wolff“, wegen Ferdinands Haarfarbe. Am 7. November war Wolff eines der Gründungsmitglieder der Association Démocratique. Als Marx aus Brüssel ausgewiesen wurde, reiste Wolff am 4. März 1848 gemeinsam mit ihm nach Paris. In Paris war Wolff derjenige, der den Kommunisten Einfluss bei der Pariser Arbeitern sicherte.
Wolff wurde am 1. Juni 1848 Redakteur der „Neuen Rheinischen Zeitung“, lebte aber noch bis Anfang Juli in Paris. Er verfasste mehr als 170 Beiträge unter dem Korrespondenzzeichen (Quadrat). Sein erster Artikel war „Die neuen Journale“. Wolff hatte seinen Schwerpunkt in der Redaktionsarbeit auf Frankreich und die Auswirkungen der Februar-Revolution ausgerichtet. Nach dem Ende der Neuen Rheinischen Zeitung musste er Köln verlassen, weil er wegen Nichterfüllung seiner Militärpflicht bedroht war. Er ging nach Paris, korrespondierte für die „Westdeutsche Zeitung“ von Hermann Becker, wurde Ende 1849 ausgewiesen und emigrierte nach London, wo er mit Marx, Engels und Wilhelm Liebknecht im Bund der Kommunisten bis zu dessen Auflösung 1852 tätig war. Er heiratete am 27. Januar 1852 Eliza Williams in der Old Church, Saint Pancras in London. 1853 kam es zum Bruch der Beziehung mit Karl Marx.
Wolff schrieb zahlreiche Artikel für das „Morgenblatt für gebildete Leser“, für Robert Prutz „Deutsches Museum“, die „Allgemeine Zeitung, Augsburg“, „Die Gegenwart“ und andere Zeitschriften. Wann Wolff von London nach Blackburn und von dort nach Oxford zog, ist unbekannt. In der Volkszählung von 1881 wohnten Ferdinand und Liza Wolff Marston Street 9 in Oxford. Das Alter der Ehefrau wurde mit 63 Jahren angegeben. Ende 1890 begann, vermittelt durch Charles Bonnier, ein Briefwechsel mit Friedrich Engels. Wolff starb im Beisein seiner Tochter Helen in der Londoner „South Street Parklane 52“ an Lungenentzündung.

## Zitate
„Liebster Herr Heine. (…) Es vergeht kein Sonntag, daß nicht in unserm Vereine, vor einer Versammlung von nahe an 100 Mitgliedern, Gedichte von Ihnen mit ungeheurem Applaus vorgetragen werden. (…) Sie würden dem Vereine einen ungemeinen Dienst erzeigen, wenn Sie ihm Erläuterung zu: zweiten Band Ihrer Gedichte den zweiten Band Ihrer Gedichte, die hier in Brüssel nicht mehr zu haben sind, zukommen ließen.“

## Werke (Auswahl)
- Philosophie et poésie de la pipe. chez l'auteur, Paris 1841.[15]
- Homer: Homère illustré, traduction nouvelle, accompagnée de notes, par Eugène Baresle, illustrées par A. Tileux et A. Lemud. M. Quérard attribue cette traduction à un Allemand nommé Ferdinand Wolff. 2 Bde., Lavigne, Paris 1842.[15]
- Marx gegen Proudhon. In: Westfälisches Dampfboot. 1848, Januarheft, S. 7–16; Februarheft S. 51–63.
- Zeitskizzen. In: Deutsche-Brüsseler-Zeitung. vom 9. Januar 1848.
- Die neuen Journale. In: Neue Rheinische Zeitung. Köln den 15. Juni und 16. Juni 1848.
- Bürgerliches. (Geschrieben vor der Märzrevolution). In: Neue Rheinische Zeitung. Nr. 23 vom 23. Juni 1848, S. 1–2.[16]
- Das Pricipe d'ordre. In: Neue Rheinische Zeitung. Nr. 57 vom 27. Juli 1848.[17]
- F. W.: Kölnisches. In: Neue Rheinische Zeitung. Nr. 62 vom 1. August 1848, S. 1.
- Fould, Goudchaux, Rothschild. In: Neue Rheinische Zeitung. Nr. 281 vom 25. April 1849.[18]
- Republik oder Kaiserthum. In: Westdeutsche Zeitung vom 21. Juli 1849.
- Die Loginghäuser. In: Morgenblatt für gebildete Leser. Nr. 87 bis 90 vom 11. bis 15. April 1851.
- Die goldenen Früchte Australiens. In: Deutsches Museum. Zeitschrift für Literatur, Kunst und öffentliches Leben. Hrsg. von Robert Prutz. F. A. Brockhaus, Leipzig 1853 Nr. 22 vom 26. Mai 1853. Digitalisat
- Das geheime Capitel der englischen Hausliteratur. In: Deutsches Museum. Zeitschrift für Literatur, Kunst und öffentliches Leben. Hrsg. von Robert Prutz. F. A. Brockhaus, Leipzig 1853 Nr. 28 vom 7. Juli 1853. Digitalisat
- Der Franc und der Schilling. Ein Beitrag zur Hausökonomie. In: Deutsches Museum. Zeitschrift für Literatur, Kunst und öffentliches Leben. Hrsg. von Robert Prutz. F. A. Brockhaus, Leipzig 1853 Nr. 36 vom 1. September 1853. Digitalisat
- Der Volksschulunterricht in England. In: Deutsches Museum. Zeitschrift für Literatur, Kunst und öffentliches Leben. Hrsg. von Robert Prutz. F. A. Brockhaus, Leipzig 1854 Nr. 14 vom 1. April 1854. Digitalisat
- Ein Sittengemälde in der Londoner Kunstausstellung. In: Deutsches Museum. Zeitschrift für Literatur, Kunst und öffentliches Leben. Hrsg. von Robert Prutz. F. A. Brockhaus, Leipzig 1854 Nr. 28 vom 8. Juli 1854. Digitalisat
- Die Lage und die Zukunft der arbeitenden classen aus dem Gesichtspunkte der englischen Verhältnisse betrachtet. In: Die Gegenwart. Bd. 12, Leipzig 1856, S. 888–954.
- Fürst Clemens Metternich. In: Deutsche Jahrbücher für Politik und Literatur. J. Guttentag, Berlin 1863, Januar bis März 1863, S. 75–121. Digitalisat
- Die rechte Hand Bismarck's. In: Die neue Zeit. Revue des geistigen und öffentlichen Lebens. 10.1891-92,1.Bd.(1892), Heft 15, S. 465–472. Digitalisat
- Bucher, Bismarck und v. Poschinger. In: Die neue Zeit. Revue des geistigen und öffentlichen Lebens. 10.1891-92, 2. Bd.(1892), Heft 42, S. 500–503. Digitalisat
- Bucher, Bismarck und v. Poschinger. (Schluß). In: Die neue Zeit. Revue des geistigen und öffentlichen Lebens. 10.1891-92, 2. Bd.(1892), Heft 43, S. 526–530. Digitalisat
- Einleitung. In: Freiligraths Werke in fünf Büchern. Mit einer Auswahl seiner Briefe und einem Anhang bisher noch nicht in d. Ausgaben veröffentlichter Gedichte. Hrsg. von Walter Heichen. A. Weichert, Berlin 1907, S. 5–6.
- Ferdinand Wolff (Zeit- und Schicksalsgenosse des Dichters). In: ebenda, S. 145–146.